# Джон из Рединга

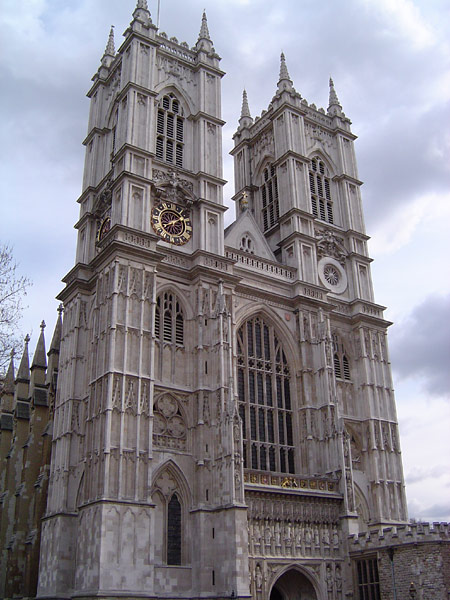
Западный фасад Вестминстерского аббатства Св. Петра, XIII—XIV вв.

Джон из Рединга (англ. John of Reading или лат. Johannes Radingia, ум. 1368 или 1369) — английский хронист, монах-бенедиктинец из аббатства Святого Петра в Вестминстере, один из летописцев начального периода Столетней войны.
Его следует отличать от францисканца Джона из Рединга, или Ридинга, известного богослова, родившегося около 1272 года, в 1319—1321 годах преподававшего теологию в Оксфорде и умершего в 1346 году в Авиньоне.

## Биография
Год рождения и происхождение точно не установлены. Возможно, происходил из Рединга в Беркширe. По-видимому, получил образование при монастыре.
Впервые упоминается в документах Вестминстерского аббатства Св. Петра под 1339/1340 годом. В 1341/1342 году принял духовный сан и провёл свою первую мессу. Весной 1349 года он был монастырским деканом (лат. custos ordinis), а также одним из семи братьев, избравших после смерти аббата Симона Бирчестона новым настоятелем Саймона Лэнгхема, получившего в 1366 году кафедру архиепископа Кентерберийского. 
В 1350—1353 годах возглавлял больницу при монастыре, а затем руководил монастырским скрипторием, вероятно, вплоть до своей смерти в 1369 году.

## Сочинения
Является автором «Хроники» (лат. Chronica), составленной на латыни и охватывающей события истории Англии с 1346 по 1367 год. Формально она представляет собой одно из продолжений хроники «Цветы истории» (лат. Flores Historiarum), составленной в Сент-Олбансе Роджером Вендоверским (ум. 1236) и приобретённой Вестминстерским аббатством в 1265 году, но фактически никак не связана с предшествующим сочинением своим содержанием.
Основным источниками для Джона из Рединга послужили «Полихроникон» (лат. Polychronicon) Ранульфа Хигдена, «Продолжение хроник» (лат. Continuatio Chronicarum) Адама Муримута и сочинение «Об удивительных деяниях короля Эдуарда III» (лат. Historia de Mirabilibus Gestis Edvardi III) Роберта из Эйвсбери, которым автор следует вплоть до 1356 года, после чего опирается в основном на доступные ему документы и свидетельства очевидцев.
Как историк Джон из Рединга не особенно объективен в своих оценках и невнимателен к хронологии. Хотя он не упускает из виду события в Вестминстере и монастырскую жизнь, в центре внимания его находятся войны Эдуарда III на континенте и в Шотландии, а также походы и подвиги его сына Эдуарда Чёрного Принца, которого хронист превозносит не только за храбрость, но и за целомудрие и благочестие, осудив лишь за проведение весной 1362 года в Лондоне «богопротивного» рыцарского турнира, зачинщики которого явились на поле в образе семи смертных грехов, после чего, по мнению суеверного хрониста, столицу наполнили злые духи, не покидавшие её до самого конца года.
По мнению ряда исследователей, хроника составлена была Джоном из Рединга около 1366 года и позже доведена до 1367 года анонимным продолжателем. 
Единственная дошедшая до нас рукопись «Хроники» Джона из Рединга хранится в Британской библиотеке в собрании Коттона под шифром Cleopatra MS A.xvi и, помимо неё, содержит вышеназванное сочинение Муримута, а также продолжение «Цветов истории» Роджера Вендоверского с 1265 по 1307 год, сделанное вестминстерским монахом Роджером из Рединга (ум. 1325).
Комментированное научное издание хроники опубликовано в 1914 году историком-медиевистом профессором Манчестерского университета Виктории Джеймсом Тейтом.

## Издания
- Chronica Johannis de Reading et Anonymi cantuariensis, 1346—1367, еdited by James Tait. — Manchester: at the University Press, 1914. — xiii, 394, 20 p.